# Emil Breitenstein

Emil Breitenstein, vor 1944

Emil Breitenstein (* 31. August 1899 in Rosenheim; † 18. November 1971 in Bad Tölz) war ein deutscher Politiker (NSDAP) und SA-Führer.

## Leben und Tätigkeit

### Jugend und Leben 1899 bis 1933
Breitenstein wurde 1899 als Sohn eines Werkmeisters geboren. Nach dem Besuch der Volksschule und der Realschule absolvierte er eine kaufmännische Lehre. Ab 1916 nahm er am Ersten Weltkrieg teil. Das Kriegsende erlebte er in einem Lazarett in Brüssel.
Nach seiner Rückkehr nach Deutschland war Breitenstein zunächst arbeitslos. Er fand 1920 zunächst eine Anstellung als Buchhalter in Erding und war später als Prokurist beschäftigt.
Anfang Mai 1920 trat Breitenstein in die NSDAP ein, der er sich – nach ihrem vorübergehenden Verbot – am 1. September 1928 erneut anschloss. Anlass des Parteieintritts sei eine Hitler-Rede gewesen, die er 1920 gehört habe und in der er sehr viele Erkenntnisse aus Kriegserlebnissen wiedergefunden hätte. Politisch beschrieb Breitenstein sich als „Deutscher und Sozialist“. Er habe, als er sich dem Nationalsozialismus zuwandte, nach einem System gesucht, das „den Anforderungen der Arbeiterschaft gerecht werden konnte“, denn er sei „kein Hurrahpatriot sondern einer mit sozialistischen Grundsätzen“ gewesen. Später betonte er zudem, dass er „Rassenhass und Radau“ abgelehnt habe.
Zum 1. September 1928 trat Breitenstein der neu gegründeten Partei bei (Mitgliedsnummer 99.009) und beteiligte sich an der Gründung der NSDAP-Ortsgruppe in Erding, deren Leitung er 1930 übernahm. Im selben Jahr wurde er auch mit dem Amt eines Bezirksleiters betraut. Im bewaffneten Arm der NS-Bewegung, der Sturmabteilung (SA), der er von 1920 bis 1923 und erneut seit 1930 angehörte, erreichte er 1938 den Rang eines Obersturmbannführers.

### Zeit des Nationalsozialismus (1933 bis 1945)
Vom 30. März 1933 bis zum 28. Februar 1945 amtierte Breitenstein als ehrenamtlicher Bürgermeister von Erding. Am 10. Dezember 1942 trat Breitenstein im Nachrückverfahren für den verstorbenen Abgeordneten Karl Wenzl in den nationalsozialistischen Reichstag ein, dem er bis zum Ende der NS-Herrschaft im Frühjahr 1945 als Vertreter des Wahlkreises 24 (Oberbayern–Schwaben) angehörte.
In der letzten Kriegsphase übernahm Breitenstein von November 1944 bis Mai 1945 die Aufgaben eines Volkssturmführers in Erding.

### Verhaftung und Spruchkammerverfahren
Am 2. Mai 1945 wurde er von der US-Armee in einer Jagdhütte außerhalb von Erding entdeckt und verhaftet. Da man ihn anfangs verdächtigte, an der Erschießung amerikanischer Flieger beteiligt gewesen zu sein, wurde er zunächst im Internierungslager Dachau inhaftiert. Im August 1947 wurde er, nachdem sich die Verdächtigungen als unbegründet erwiesen hatten, dem sogenannten Automatischen Arrest übergeben.
Am 4. September 1948 wurde das Verfahren gegen Breitenstein vor der Spruchkammer Dachau aufgenommen. Der öffentliche Ankläger plädierte darauf, ihn als Hauptschuldigen einzustufen und verwies darauf, dass Breitenstein ein „sehr gefürchteter und ein ganz radikaler Verfechter des Dritten Reiches“ gewesen sei. Insbesondere wurden ihm mehrere Fälle zur Last gelegt, in denen er die Inschutzhaftnahme von Dissidenten plädierte. Am 14. September 1948 wurde er zu einer drei Jahren Arbeitslager verurteilt, die durch seine Zeit im Internierungslager als verbüßt galt. Ferner wurden ihm die bürgerlichen Rechte auf zehn Jahre aberkannt und sein Vermögen eingezogen. Anders als viele andere ehemalige NS-Funktionäre leugnete er seine früheren Überzeugungen nicht, sondern bekannte sich zu ihnen: „Es liegt mir nicht, heute einen Stein zu werfen auf Dinge, die mir bis dahin heilig waren.“ Im Berufungsverfahren konnte Breitenstein eine Reihe von Entlastungszeugnissen vorlegen, in denen ihm „rassische Toleranz“, „aufrichtige sozialistische Einstellung“ und „Hilfsbereitschaft“ attestiert wurden. Viele davon dürften Persilscheine gewesen sein, dennoch dürften auch einige gewichtiger gewesen sein: So versicherte der Beamte Elsässer, von 1932 bis 1946 Amtsgerichtsrat in Erding, der nach nationalsozialistischen Maßstäben als Mischling ersten Grades galt, dass er es Breitenstein zu verdanken hätte, dass er seinen Beruf weiter hätte ausüben dürfen. In der Berufungsverhandlung wurde Breitenstein als Minderbelasteter eingestuft und ihm eine Geldstrafe sowie für zwei Jahre Einschränkungen bei der Berufswahl auferlegt.
Den Forschungen Barbara Feits zufolge war Breitenstein zwar überzeugter Anhänger der NS-Ideologie, jedoch kein Fanatiker oder Aktivist, sondern eher ein obrigkeitsgläubiger Erfüllungsgehilfe, der unhinterfragt ausführte, was man ihm auftrug.